# Saropogon dasynotus
Saropogon dasynotus är en tvåvingeart som beskrevs av Friedrich Hermann Loew 1871. Saropogon dasynotus ingår i släktet Saropogon och familjen rovflugor. Inga underarter finns listade i Catalogue of Life.